# 3YOURMIND
3YOURMIND là một công ty phần mềm in 3D có trụ sở tại Berlin, được thành lập bởi Aleksander Ciszek và Stephan Kuehr. Công ty được thành lập vào năm 2014.

## Khái quát
Công ty là một sản phẩm phụ của Đại học Kỹ thuật Berlin. Nền tảng thương mại điện tử và doanh nghiệp trực tuyến của công ty đã được ra mắt vào năm 2015. Công ty cung cấp tích hợp in 3D trực tiếp từ 15 chương trình phần mềm CAD. 3YOURMIND đã phát triển hệ thống nhận dạng chi tiết AM (AMPI) với tư vấn từ các hệ thống quang điện (EOS) để đánh giá toàn bộ hàng tồn kho của công ty và xác định các bộ phận phù hợp cho in 3D.

## Hoạt động
Công ty là một đối tác sáng lập của sự kiện Diễn đàn Sản xuất Đắp dần tại Berlin vào năm 2017.

## Thành tựu
3YOURMIND đã nhận được Giải thưởng Đổi mới của Đức vào năm 2016, đã khiến họ trở thành thành viên của Chương trình tăng tốc của Đức tại Thung lũng Silicon.
Công ty đã giành giải nhất trong FormNext 2016 được hỗ trợ bởi TCT Startup Challenge.

## Gây quỹ
Công ty đã tăng vòng đầu tư hạt giống vào năm 2015, do AM Ventures đứng đầu.
Công ty đã huy động được 12 triệu đô la trong vòng đầu tư Series A vào năm 2017.